# Barwnik Manevala
Barwnik Manevala – roztwór wodny zawierający 5% fenolu, 20% kwasu octowego, 30% chlorku żelaza(II) i 1% fuksyny. Roztwór ten, razem z czerwienią Kongo służy do wykrywania otoczek bakteryjnych metodą pozytywno-negatywną.
Sposób przeprowadzenia testu:
1. nanieść kroplę czerwieni Kongo na szkiełko
2. zrobić zawiesinę z hodowli bakteryjnej w kropli
3. rozprowadzić próbę i pozostawić do wyschnięcia
4. wkroplić na szkiełko barwnik Manevala i pozostawić go na 1 minutę
5. zlać barwnik i wysuszyć preparat bibułą

Po przeprowadzeniu tego testu bakterie zabarwiają się na czerwono na skutek wchłonięcia do swojego wnętrza fuksyny, natomiast tło ulega zabarwieniu niebieskiemu na skutek reakcji wolnej czerwieni Kongo z barwnikiem Manevala. Otoczki bakteryjne pozostają niezabarwione.